# Топинар, Поль
Поль Топинар (фр. Paul Topinard; 4 ноября 1830 — 20 декабря 1911) — французский медик, антрополог и редактор; генеральный секретарь антропологического общества Парижа. Офицер ордена Почётного легиона.

## Биография
Родился 4 ноября 1830 года в городке Л’Иль-Адам. Изучал медицину и занимался медицинской практикой, но с 1871 года, вскоре после получения звания доктора медицины, решил посвятить себя изучению антропологии и стал работать под руководством Поля Брока. Много внимания уделял расовым классификациям.
Был профессором антропологической школы, генеральным секретарём антропологического общества Парижа и редактором журнала «Revue d’Anthropologie».
Считается, что Топинар ввел в 1879 г. в научную литературу термин «криминология» .
Умер 20 декабря 1911 года в Париже и был похоронен на кладбище Пер-Лашез.